# Черкаський фестиваль кіно
Черкаський фестиваль кіно (ЧФК) — щорічний кінофестиваль, який проводиться в Черкасах (Україна) на початку червня. Уперше відбувся у 2015 році.
Перший фестиваль отримав назву «Черкаси, я люблю вас!» — це були виключно короткометражні фільми про Черкаси. Організатори обіцяють, що кожного року Черкаський фестиваль кіно буде змінювати формат та наповнюваність.

## Історія

### 2015
У липні 2014 року на краудфандинговій платформі Черкаська мрія з'явилося повідомлення про збір коштів для створення першого «Черкаського фестивалю кіно», який отримав робочу назву «Черкаси, я люблю вас!».
11 вересня було оголошено про початок відбору короткометражних фільмів. За умовами конкурсу — це мала бути історія кохання у форматі короткометражного фільму, відзнята у Черкасах. Стрічка мала бути українською мовою, довжиною 8-15 хвилин. 
7 червня відбувся перший «Черкаський фестиваль кіно». В кінотеатрі «Україна» були представлені 8 фільмів. Перемогу здобув 15-річний Олександр Фауст за фільм «Музикант», друге місце отримав фільм цього ж автора «Літачок», третє місце отримав фільм Матвія Цимбала «Щастя – це вибір».

## Переможці
- 2015 — Музиант, режисер Олександр Фауст (Черкаси).